# N-acetilglukozaminildifosfoundekaprenol N-acetil-b-D-manozaminiltransferaza
N-acetilglukozaminildifosfoundekaprenol -acetil-b--manozaminiltransferaza (EC 2.4.1.187, uridin difosfoacetil-manozaminacetilglukozaminilpirofosforilundekaprenol acetilmanozaminiltransferaza, N-acetilmanozaminiltransferaza, UDP-N-acetilmanozamin:N-acetilglukozaminil difosforilundekaprenol N-acetilmanozaminiltransferaza, UDP-N-acetil-D-manozamin:-acetil-beta--glukozaminildifosfoundekaprenol beta-1,4-N-acetilmanozaminiltransferaza) je enzim sa sistematskim imenom UDP-N-acetil--manozamin:-acetil-beta--glukozaminildifosfoundekaprenol 4-beta-N-acetilmanozaminiltransferaza. Ovaj enzim katalizuje sledeću hemijsku reakciju
UDP--acetil--manozamin + N-acetil--glukozaminildifosfoundekaprenol {\displaystyle \rightleftharpoons } UDP + N-acetil-beta-D-manozaminil-(1->4)-N-acetil--glukozaminildifosfoundekaprenol
Ovaj enzim učestvuje u biosintezi teihoinsko kiselinskih vezivnih jedinaca u bakterijskim ćelijskim zidovima.

## Literatura
- Nicholas C. Price; Lewis Stevens (1999). Fundamentals of Enzymology: The Cell and Molecular Biology of Catalytic Proteins (Third изд.). USA: Oxford University Press. ISBN 019850229X.
- Eric J. Toone (2006). Advances in Enzymology and Related Areas of Molecular Biology, Protein Evolution (Volume 75 изд.). Wiley-Interscience. ISBN 0471205036.
- Branden C; Tooze J. Introduction to Protein Structure. New York, NY: Garland Publishing. ISBN 0-8153-2305-0.
- Irwin H. Segel. Enzyme Kinetics: Behavior and Analysis of Rapid Equilibrium and Steady-State Enzyme Systems (Book 44 изд.). Wiley Classics Library. ISBN 0471303097.
- William P. Jencks (1987). Catalysis in Chemistry and Enzymology. Dover Publications. ISBN 0486654605.

## Spoljašnje veze
- N-acetylglucosaminyldiphosphoundecaprenol+N-acetyl-beta-D-mannosaminyltransferase на 